# Cyanamphoecus
Cyanamphoecus is een kevergeslacht uit de familie van de boktorren (Cerambycidae). De wetenschappelijke naam van het geslacht werd voor het eerst geldig gepubliceerd in 1951 door Breuning.

## Soorten
Cyanamphoecus is monotypisch en omvat slechts de volgende soort:
- Cyanamphoecus cyaneus (Fauvel, 1906)